# Lase (Divaccia)
Lase (in sloveno Laže) è un centro abitato della Slovenia, frazione del comune di Divaccia.
Fu comune autonomo, e dopo la prima guerra mondiale passò, come tutta la Venezia Giulia, al Regno d'Italia, fino a quando, nel 1926, fu soppresso e aggregato a Senosecchia.